# Monte Isola (isola)
Monte Isola, a volte indicata come Montisola, è un'isola nel lago d'Iseo in Lombardia. Ha una superficie di circa 4,5 km² ed è quindi l'isola lacustre più grande dell'Europa meridionale. Monte Isola è un comune di circa 1.620 abitanti (al 2022) che insiste sull'intero territorio isolano. Il punto più alto dell'isola è a 600 metri sul livello del mare.

## Geografia
Ci sono diversi paesini sull'isola che, in pratica, sono frazioni dell'unico comune; il principale dove si trova il municipio si chiama Siviano. Sulla costa all'estremità meridionale dell'isola si trovano le due piccole località, Sensole e Peschiera Maraglio, dove si trovano degli alloggi.
All'angolo nord-orientale dell'isola si trova la località di Carzano, un antico villaggio molto ben tenuto. Carzano è noto per la celebrazione, ogni cinque anni, della Festa di Santa Croce, quando il borgo è decorato con oltre 100.000 fiori di carta. Questa tradizione risale al Medioevo e secondo come riferito è stata fondata dalla madre di un ragazzo guarito dalla peste. Per ringraziare Dio, ha creato un giardino fiorito.
Monte Isola sorge ripidamente dal lago; sulla sommità (600 m s.l.m.) c'è un piccolo santuario, la Madonna della Ceriola, il cui aspetto attuale risale al Cinquecento, a cui molti pellegrini salgono in pellegrinaggio. Dalla cappella si ha una vista impressionante sul lago e sulle alte montagne a nord.
Resti di una villa romana sono stati trovati sulla riva occidentale dell'isola. Sopra Sensole si trova un castello del XIV secolo, Rocca Martinengo.

## Economia
In precedenza, l'isola era conosciuta in Italia come uno dei maggiori produttori di reti da pesca, attitvità questa introdotta fin dal Settecento; ma questo settore ora è cessato. Oggi, la maggior parte della popolazione dei paesi dell'isola lavora nelle città sulla terraferma; ma è ancora attiva la pesca sull'isola e in molti posti si vede il pesce essiccato al sole.

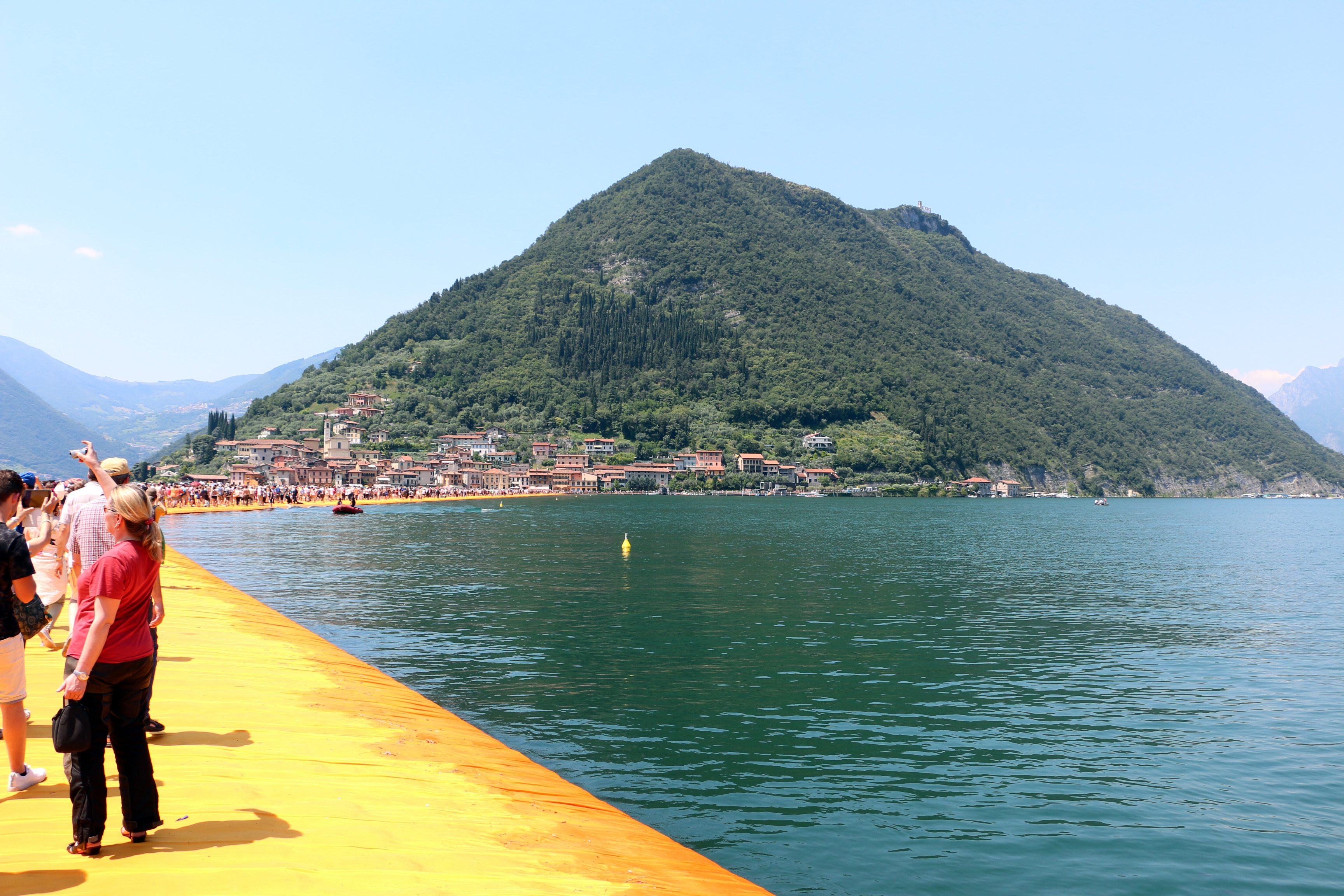
The Floating Piers a Monte Isola

## Trasporti
Esiste un collegamento con traghetto per l'isola da Iseo, Sulzano e Sale Marasino sulla sponda orientale del lago d'Iseo. Non è possibile portare auto sull'isola e ai residenti dell'isola è anche consentito avere un'auto sull'isola solo in casi speciali; ma è possibile girare l'isola in minibus.